# James H. Ellis
James Henry Ellis (25 settembre 1924 – 25 novembre 1997) è stato un crittografo britannico.
Nel 1970, mentre lavorava presso il Government Communications Headquarters (GCHQ) a Cheltenham, concepì la possibilità di "cifratura non segreta", più comunemente definita crittografia a chiave pubblica.

## Biografia
Ellis nacque in Australia ma venne concepito in Gran Bretagna, ebbe dei problemi di salute durante il parto tanto che si pensò potesse crescere con una disabilità mentale, invece dimostrò fin da subito grandi doti in matematica e fisica. Conseguì successivamente una laurea in fisica.
Lavorò presso il Post Office Research Station di Dollis Hill, nel 1952 venne assunto presso il Government Communications Headquarters (GCHQ) presso Eastcote, a ovest di Londra.
Nel 1965 si trasferì a Cheltenham per unirsi al nuovo Communications - Electronics Security Group (CESG), un ramo del GCHQ.
Nel 1949, Ellis sposò Brenda, artista e designer e ebbero tre figli, nessuno seppe nulla del suo lavoro.

## Invenzioni
Ellis propose per la prima volta il suo schema di "crittografia asimmetrica" nel 1970, in un (allora) segreto rapporto interno del GCHQ: "The Possibility of Secure Non-Secret Digital Encryption".

L’origine dell’invenzione di Ellis venne rievocata dallo stesso:
L’episodio che cambiò le mie opinioni in proposito fu la lettura di un vecchio rapporto della Bell Telephone, risalente al periodo bellico. Nel rapporto, l’ignoto autore descriveva un’idea ingegnosa per garantire la sicurezza delle conversazioni telefoniche. Egli proponeva che il destinatario mascherasse la comunicazione del mittente immettendo del rumore nella linea. In seguito avrebbe potuto filtrarlo, perché avendolo generato ne conosceva le caratteristiche. Alcuni inconvenienti pratici del sistema ne avevano sconsigliato l’adozione, ma esso possedeva proprietà interessanti. La differenza tra questo metodo e le codifiche tradizionali consiste nel fatto che il destinatario ha un ruolo attivo nella cifratura… Così nacque l’idea.
Nel marzo 2016, il direttore del GCHQ ha tenuto un discorso al MIT sottolineando il contributo iniziale del GCHQ alla crittografia a chiave pubblica e in particolare i contributi di Ellis, Cocks e Williamson.